# 橋本カントリークラブ
橋本カントリークラブ（はしもとカントリークラブ）は、和歌山県橋本市にあるゴルフ場である。

## 概要
「橋本カントリークラブ」は、昭和30年代後期、和歌山県和歌山市の東、奈良に隣接する橋本市の丘陵地に位置し、和歌山の歴史と伝統、そして金剛山を見渡せる恵まれた風景のロケーションにある。
建設は南海グループにより進められ、1966年（昭和41年）10月16日、コース設計家の上田治の手による27ホールのゴルフ場が開場した。当初は、開場前年の1965年（昭和40年）2月に設立された南海橋本観光開発株式会社が運営していたが、2015年（平成27年）7月に南海橋本観光開発と株式会社南海大阪ゴルフクラブ（大阪ゴルフクラブを運営）を吸収合併した南海ゴルフマネジメント株式会社が設立され、以降は同社が運営している。
コースは、完全にセパレートされた各ホールはフェアウェイが広く、東コース、中コース、西コースとも適度なアンジュレーションのある地形が生かされ、豊富な立木に恵まれている。全国でも有数のロングコースとして知られ、打ち上げのホールも多いことからタフなコースとしても知られている。
ビッグトーナメント開催の舞台となった東コース、中コース、西コースの3コース27ホールは、どの組み合わせでも距離が長く雄大な表情を持つコースである。バックティからは7,200ヤードを越え、時にはプロも手こずることがある難易度が高いことで知られている。
橋本カントリークラブは、全国でも有数のロングコースとして知られ、「ウィザードゴルフトーナメント」（現・よみうりオープンゴルフトーナメント）9回（1970-1978年）、「ABCカップ・日米ゴルフ対抗」（現・ABCチャンピオンシップゴルフトーナメント）2回（1973-1974年）などが開催された。
2016年（平成28年）に日本最古のオープン競技である「第82回関西オープンゴルフ選手権競技」が開催された。和歌山県では41年ぶりのツアー開催で、予選カットが5オーバー、優勝が6アンダーという結果には、「東の大洗、西の橋本」と謳われた。

## 所在地
〒648-0016 和歌山県橋本市隅田町下兵庫1123番地 

## コース情報
- 開場日 - 1966年10月16日
- 設計者 - 上田治
- 面積 - 2,400,000m2（約72.6万坪）
- コースタイプ - 丘陵コース
- コース - 27ホールズ、パー108、10,608ヤード、コースレート、東・中コース74.5、中・西コース74.4、西・東コース74.5
- フェアウェー - コウライ
- ラフ - ノシバ
- グリーン - 2グリーン、ベント（ペンクロス）
- ハザード - バンカー80、池が絡むホール6
- ラウンドスタイル - キャディ付とセルフプレイの選択制、5人乗り乗用カート使用
- 練習場 - 50打席250ヤード
- 休場日 - 1月1日[5][6]

## クラブ情報
- ハウス面積 - 4,418m2（1,336.4坪）
- ハウス設計 - 株式会社渡辺建築事務所
- ハウス施工 - 大成建設株式会社[5][6]

## ギャラリー
- コース -「橋本カントリークラブ」、コースガイド、2021年10月4日閲覧
- ハウス -「橋本カントリークラブ」、施設案内、2021年10月4日閲覧

## 交通アクセス
電車
- 南海高野線林間田園都市駅からクラブカー利用で約10分[7]

車
- 京奈和自動車道橋本東ICから約10分[7]
- 京奈和自動車道橋本ICから約15分[7]

## 関連文献
- 『ゴルフ場ガイド 版』、2006-2007、「橋本カントリークラブ」、東京 ゴルフダイジェスト社、2006年5月、2021年10月4日閲覧